# Rutka-Tartak (gemeente)
De gemeente Rutka-Tartak (Litouws: Rūtelės valsčius) is een landgemeente in het Poolse woiwodschap Podlachië, in powiat Suwalski.
De zetel van de gemeente is in Rutka-Tartak.
Op 30 juni 2004 telde de gemeente 2301 inwoners.

## Oppervlakte gegevens
In 2002 bedroeg de totale oppervlakte van gemeente Rutka-Tartak 92,32 km², waarvan:
- agrarisch gebied: 68%
- bossen: 24%

De gemeente beslaat 7,06% van de totale oppervlakte van de powiat.

## Demografie
Stand op 30 juni 2004:
| Omschrijving                   | Totaal | Totaal | Vrouwen | Vrouwen | Mannen | Mannen |
| ------------------------------ | ------ | ------ | ------- | ------- | ------ | ------ |
| eenheid                        | aantal | %      | aantal  | %       | aantal | %      |
| inwoners                       | 2301   | 100    | 1149    | 49,9    | 1152   | 50,1   |
| bevolkingsdichtheid (inw./km²) | 24,9   | 24,9   | 12,4    | 12,4    | 12,5   | 12,5   |

In 2002 bedroeg het gemiddelde inkomen per inwoner 1502,89 zł.

## Administratieve plaatsen (sołectwo)
Baranowo, Bondziszki, Ejszeryszki, Folusz, Ignatowizna, Jałowo, Jasionowo, Kadaryszki, Krejwiany, Kupowo, Lizdejki, Michałówka, Olszanka, Pobondzie, Postawele, Poszeszupie, Poszeszupie-Folwark, Potopy, Rowele, Rutka-Tartak, Sikorowizna, Smolnica, Trzcianka, Wierzbiszki.

## Aangrenzende gemeenten
Jeleniewo, Szypliszki, Wiżajny. De gemeente grenst na północy z Litwą.